# Frisos de la Casa Oeste de Akrotiri
Los frisos de la Casa Oeste de Akrotiri son un conjunto pictórico de la Edad del Bronce que en algunas fuentes se conoce como Friso en miniatura (en griego, Μικρογραφική ζωφόρος). Se descubrieron en la isla de Santorini, durante las excavaciones que llevó a cabo Spyridon Marinatos en las campañas de 1971 y 1972. Sus dimensiones originales podrían haber sido de unos 16 m de largo, aunque algunas de sus partes se han perdido. En 2021 se expusieron al público en una exposición temporal del Museo de Prehistoria de Tera.

## Ubicación
Estas pinturas al fresco formaban parte de la decoración de la habitación cinco de la Casa Oeste de Akrotiri. Se trataba de un friso que se extendía por la zona superior de las cuatro paredes, a un nivel más alto de la altura de los ojos. En otros lugares de la misma estancia había otros frescos donde aparecían dos hombres desnudos con peces.

## Cronología
Con respecto a su cronología, hay que señalar que las pinturas se han conservado por haber sido sepultadas en la gran erupción de la isla de Santorini. La datación de este evento se ha tratado de establecer por métodos científicos y se ha asignado al siglo XVII a. C., aunque otras  propuestas de datación utilizando datos arqueológicos la sitúan en el XVI a. C.

## Descripción

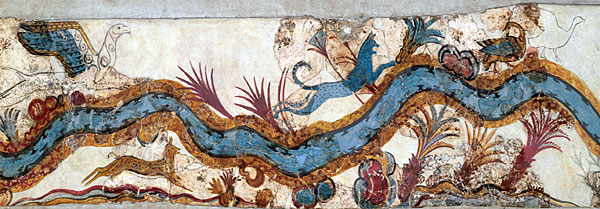
El friso de la pared oriental

Las partes que se han conservado del friso se conocen como «la procesión náutica» (pared sur), «el río exótico» (pared este) y «la ciudad de los guerreros» (pared norte).
Del sector de la pared occidental solo se han conservado fragmentos que representaban una ciudad. A continuación, en la pared del norte se representaba una especie de reunión o asamblea; un paisaje rural con pastores y mujeres llevando agua; otra ciudad con un puerto y un observatorio naval, donde hay una escena compleja donde se representaban guerreros con equipamiento micénico, y un enfrentamiento entre barcos con náufragos. La pared oriental el friso solo se ha conservado parcialmente y representa un paisaje exótico con rocas, vegetación, animales —aves, ciervos, felinos y un animal mitológico, un grifo— y un río; también hay una ciudad en este sector.
En la pared del sur aparecen catorce embarcaciones. Un grupo de ellas, siete barcos, son más grandes y se dirigen desde una ciudad a otra, escoltados por delfines. Casi todas las embarcaciones están impulsadas con remos. Aparentemente la ciudad de origen es más sencilla, sus habitantes parecen despedirse de la flota y se representa un león persiguiendo ciervos. En la ciudad de llegada, donde los habitantes reciben a la flota, se pueden advertir la presencia de cuernos de consagración,y la presencia de una sacerdotisa que alza los brazos. Uno de los barcos tiene representaciones de leones y delfines y está engalanado de tal forma que aparentemente transportaba al almirante de la flota. Otra de las embarcaciones lleva las velas desplegadas y en ella hay representadas palomas. En los barcos, con elementos que parecen indicar el carácter festivo de la travesía, también hay guerreros con armamento que indica que se trata de una flota egea.

## Interpretaciones

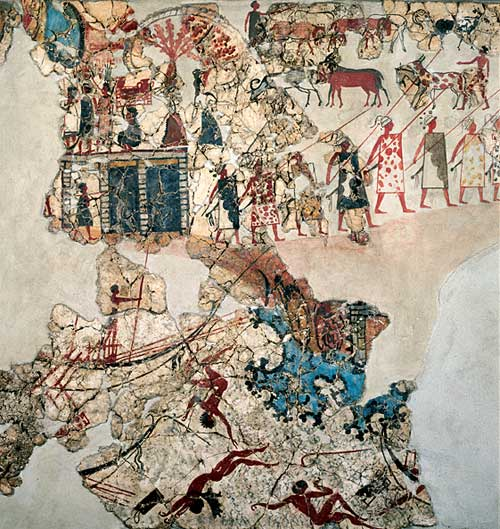
Parte conservada del friso de la pared del norte

Diversos estudiosos estiman que las pinturas del friso de las cuatro paredes formaban un conjunto pictórico, y tenían como objetivo relatar un evento que sucedió realmente. La presencia de micénicos y minoicos en él está generalmente aceptada por las características de las vestimentas y armas de algunos de los personajes representados.
Debido a la presencia de guerreros, se ha sugerido que el fresco representa un viaje de colonización a tierras de África, quizá al área de Libia, o una campaña de la flota de Tera contra saqueadores del Egeo. Por otra parte, las cinco ciudades que aparecen en el friso pueden que fueran parte de una ruta por el Mediterráneo y se narrara un viaje comercial por esa ruta. Otros estudiosos han señalado que la apariencia festiva de la flotilla y la propulsión con remos apunta más bien hacia un festival religioso ante el inicio de la actividad naval, o quizá relacionado con la ceremonia de una boda, o celebrando una victoria ante piratas.
La posibilidad de identificar las ciudades representadas con lugares del Egeo o del Mediterráneo ha sido motivo de debate. Con respecto a este punto, muchos estudiosos han creído que la ciudad de llegada de la flotilla es Akrotiri. Sin embargo, la interpretación defendida por Strasser sostiene que el friso sur representaba una procesión por un sector de la costa de la caldera volcánica de la isla de Santorini antes de la erupción, y no en el área del yacimiento de Akrotiri, que está al sur de la isla. Este autor opina que algunos motivos considerados exóticos como el león no lo son, sino que eran comunes en el arte Egeo; además señala que se han encontrado huesos de león en la isla de Ceos y que estos animales quizá se hayan traído desde África; también estima que los datos geológicos indican que pudo haber algún arroyo en Santorini en la Edad del Bronce (aunque ahora no lo haya) como el representado en la ciudad de partida y que el friso de la parte sur no tiene por qué estar directamente relacionado con el friso de las otras paredes. 